# Sindrome della mano di Hunan
La sindrome della mano di Hunan è una dermatite allergica da contatto transitoria, ma molto dolorosa, che può colpire che maneggia peperoncini o cucina piatti a base di essi. È statra descritta per la prima volta nel 1981, in un case report eponimo sul New England Journal of Medicine.
Si verifica quando la capsaicina, un composto fitochimico che è presente ad elevate concentrazioni in alcune varietà di peperoncino (quelli molto piccanti, come i cultivar denominati Bhut jolokia e Carolina reaper), entra in contatto con le estremità nervose cutanee, presenti in grande quantità sui polpastrelli. Questo contatto stimola il rilascio della cosiddetta sostanza P, un neuropeptide a catena corta la cui iperattivazione provoca una sensazione intensa di bruciore e di dolore urente.
Il trattamento della sindrome può includere l'immersione in una soluzione contenente lidocaina le dita colpite dalla sintomatologia dolorosa; le dita possono anche essere messe in ammollo nel latte o nell'aceto. In caso di sintomatologia molto intensa, il dolore può essere alleviato con l'effettuazione di blocchi nervosi locali, oppure con la somministrazione di gabapentin o di corticosteroidi a uso topico. Inoltre si può prevenire la sindrome dolorosa indossando guanti di gomma durante il maneggiamento dei peperoncini.